# Deportivo Aragón
Il Deportivo Aragón è una squadra di calcio spagnola che milita nella Segunda Federación. Squadra filiale del Real Zaragoza, ha sede a Saragozza, in Aragona, e disputa le partite casalinghe nella Ciudad Deportiva, contenente 1.000 posti a sedere.

## Storia
Il club nasce nel 1958. Nel corso degli anni cambia varie volte denominazione: Real Zaragoza Club Deportivo Aficionados (1958-1959), Juventud Club de Fútbol (1959-1962), Club Deportivo Aragón (1964-1966) e Aragón Club de Fútbol (1966-1970).
Dal 1970 al 1971 prende il nome di Deportivo Aragón. Nel 1991 diventa Real Zaragoza B.
Nel 2015, su richiesta del nuovo consiglio di amministrazione del club e della maggioranza della tifoseria, il Real Zaragoza B riprende il nome di Deportivo Aragón.
Il miglior piazzamento nella storia della filiale aragonese, è la partecipazione alla Segunda División spagnola nella stagione 1985-1986, in cui tuttavia non riuscì a evitare la retrocessione.

## Statistiche
- Campionati di Segunda División: 1
- Campionati di Segunda División B: 23
- Campionati di Tercera División: 22
- Debutto in Segunda División: stagione 1985-1986
- Miglior risultato in campionato: 18° in Segunda División (1985-1986)

## Palmarès

### Competizioni nazionali
- Segunda División B: 1

1987-1988
- Tercera División: 6

1982-1983, 1995-1996, 2006-2007, 2013-2014, 2015-2016, 2016-2017

### Competizioni interregionali
- Tercera División RFEF: 1

2021-2022 (gruppo 17)

### Altri piazzamenti
- Segunda División B:

Secondo posto: 1984-1985 (gruppo I), 1987-1988 (gruppo II), 1999-2000 (gruppo II)
Terzo posto: 2001-2002 (gruppo II)
- Tercera División:

Secondo posto: 1961-1962, 1966-1967, 1967-1968, 1977-1978, 1993-1994, 2008-2009, 2010-2011
Terzo posto: 1979-1980, 1980-1981, 1981-1982, 2009-2010, 2018-2019
- Copa Federación de España:

Semifinalista: 2012-2013